# NGC 1237
NGC 1237 في الفهرس العام الجديد، هو نجم مزدوج، تقع في كوكبة النهر. اكتشف في 1886 .

## روابط خارجية
- NGC 1237 على موقع ويكي سكاي: DSS2, SDSS, GALEX, IRAS, Hydrogen α, X-Ray, Astrophoto, Sky Map, Articles and images